# Ana María Rodríguez Ayçaguer
Ana María Rodríguez Ayçaguer (Durazno, 1947) é uma historiadora e docente universitária uruguaia.

## Biografia
Licenciada em Ciências Históricas pela Faculdade de Humanidades e Ciências da Educação da Universidade da República, desde 1986 é docente e pesquisadora do Departamento de História do Uruguai de dita Faculdade. Em 2008 obteve por concurso o cargo de Professora Agregada (Grau 4). É responsável pelo ditado de cursos e seminários a nível de grau e postgraduação.
Por muitos anos trabalhou junto ao professor José Pedro Barrán.
Tem sido Professora visitante na Universidade Complutense de Madri e na Universita degli Studi, Calca e "Visiting Scholar" no Centre of Latina American Studies da Universidade de Cambridge em Inglaterra.
Integrou diferentes equipas de investigação e desde o ano 2000 trabalha numa linha de investigação que procura aprofundar o estudo e o conhecimento da história da política exterior uruguaia no século XX, especializando no período 1930-1945.
Foi becaria do Conselho Latinoamericano de Ciências Sociais (CLACSO), do programa Fulbright e da Agência Espanhola de Cooperação Internacional (AECI).

## Obra
De sua produção bibliográfica destacam-se:
Um pequeno lugar baixo o Sol. Mussolini a conquista da Etiópia e a diplomacia uruguaia 1935-1938. Montevideo, Edições da Banda Oriental, 2009. Este livro foi nominado ao prêmio Bartolomé Hidalgo 2009, auspiciado pela Câmara Uruguaia do Livro, na categoria História.
Selecção de Relatórios dos representantes diplomáticos dos Estados Unidos no Uruguai. Tomo 1: 1930-1933. Montevideo, Faculdade de Humanidades e Ciências da Educação, 1997.
Energia e política no Uruguai no século XX (coautora). Montevideo, Edições da Banda Oriental, 1991.
América Latina entre duas imperialismos. A imprensa britânica de Montevideo em frente à penetração norte-americana (1889-1899). Montevideo, Faculdade de Humanidades e Ciências, 1988.
História do Uruguai no século XX (1890-2005) (coautora). Montevideo, Edições da Banda Oriental, 2007.
A diplomacia do anticomunismo: a influência do governo de Getulio Vargas na interrupção das relações diplomáticas do Uruguai com a União Soviética. In Revista de Estudos Ibero-americanos, Vol. 34. Porto Alegre, Editora PUC, 2008.